# Rivalidade entre Brasil e França no futebol
A rivalidade entre Brasil e França no futebol refere-se a partidas de futebol onde se enfrentaram a Seleção Brasileira e a Seleção Francesa.

## História
Brasil e França travaram duelos memoráveis. O primeiro confronto foi uma partida amistosa ocorrida no Estádio Manoel Schwartz, que resultou numa vitória por 3 a 2 para o Brasil. Já a primeira partida oficial ocorreu em 1958, o Brasil eliminou a França na semifinal da Copa do Mundo pelo placar de 5 a 2, graças a um hat-trick do jovem Pelé. Esta foi a última partida oficial vencida pela Seleção contra os Blues.
Em 1984, na decisão do futebol nos Jogos Olímpicos daquele ano, a França ficou com a medalha de ouro após uma vitória sobre o Brasil por 2 a 0. Em 1986, os franceses eliminaram os brasileiros nas quartas de final da Copa do Mundo, nos pênaltis, após um empate em 1 a 1 no tempo regulamentar. Em 1997, na partida de abertura do Torneio da França, campeonato amistoso realizado como um evento teste para a Copa do Mundo FIFA do ano seguinte, o lateral Roberto Carlos marcou um gol cuja trajetória da bola motivaria uma série de estudos sobre aerodinâmica.
Na Copa do Mundo de 1998, as duas equipes se enfrentaram na final em Saint-Denis, que os franceses venceram confortavelmente por 3 a 0, graças a uma partida destacada de Zinédine Zidane. Em 2006, os Blues do mesmo Zidane eliminaram os campeões mundiais brasileiros nas quartas de final por 1 a 0, e terminaram a competição como finalistas pela segunda vez em sua história. Em fevereiro de 2011, a França voltou a vencer o Brasil em amistoso em casa pelo placar de 1 a 0.
Em junho de 2013, os franceses perderam para o Brasil em amistoso em Porto Alegre pelo placar de 3 a 0. Em março de 2015, a seleção brasileira sob o comando de Neymar venceu a partida pelo placar de 1 a 3 em Saint-Denis.

## Lista de partidas
| #  | Data                   | Local                    | Mandante | Placar               | Visitante | Competição                                 |
| -- | ---------------------- | ------------------------ | -------- | -------------------- | --------- | ------------------------------------------ |
| 1  | 1 de agosto de 1930    | Rio de Janeiro, Brasil   | Brasil   | 3-2                  | França    | Amistoso                                   |
| 2  | 24 de junho de 1958    | Estocolmo, Suécia        | Brasil   | 5-2                  | França    | Copa do Mundo de 1958 (semifinal)          |
| 3  | 28 de abril de 1963    | Colombes, França         | França   | 2-3                  | Brasil    | Amistoso                                   |
| 4  | 30 de junho de 1977    | Rio de Janeiro, Brasil   | Brasil   | 2-2                  | França    | Amistoso                                   |
| 5  | 1 de abril de 1978     | Paris, França            | França   | 1-0                  | Brasil    | Amistoso                                   |
| 6  | 15 de maio de 1981     | Paris, França            | França   | 1-3                  | Brasil    | Amistoso                                   |
| 7  | 11 de agosto de 1984   | Pasadena, Estados Unidos | França   | 2-0                  | Brasil    | Jogos Olímpicos de Verão (Final)           |
| 8  | 21 de junho de 1986    | Guadalajara, México      | Brasil   | 1-1 (3-4) (Pênaltis) | França    | Copa do Mundo de 1986 (quartas de final)   |
| 9  | 26 de agosto de 1992   | Paris, França            | França   | 0-2                  | Brasil    | Amistoso                                   |
| 10 | 3 de junho de 1997     | Lyon, França             | França   | 1-1                  | Brasil    | Torneio da França (amistoso)               |
| 11 | 12 de julho de 1998    | Saint-Denis, França      | Brasil   | 0-3                  | França    | Copa do Mundo de 1998 (final)              |
| 12 | 7 de junho de 2001     | Suwon, Coreia do Sul     | França   | 2-1                  | Brasil    | Copa das Confederações de 2001 (semifinal) |
| 13 | 20 de maio de 2004     | Saint-Denis, França      | França   | 0-0                  | Brasil    | Centenário da FIFA (amistoso)              |
| 14 | 1 de julho de 2006     | Frankfurt, Alemanha      | França   | 1-0                  | Brasil    | Copa do Mundo de 2006 (quartas de final)   |
| 15 | 9 de fevereiro de 2011 | Saint-Denis, França      | França   | 1-0                  | Brasil    | Amistoso                                   |
| 16 | 9 de junho de 2013     | Porto Alegre, Brasil     | Brasil   | 3-0                  | França    | Amistoso                                   |
| 17 | 26 de março de 2015    | Saint-Denis, França      | França   | 1-3                  | Brasil    | Amistoso                                   |

## Seleções Principais
| Competição             | Brasil      | França |
| ---------------------- | ----------- | ------ |
| Copa do Mundo          | 5           | 2      |
| Copa das Confederações | 4           | 2      |
| Finalíssima            | 0\|\|}!0\|1 |        |
| Jogos Olímpicos        | 2           | 1      |
| Total de títulos       | 11          | 6      |

## Artilheiros

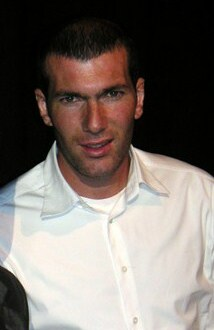
Zidane marcou dois gols sobre o Brasil na final da Copa do Mundo de 1998.

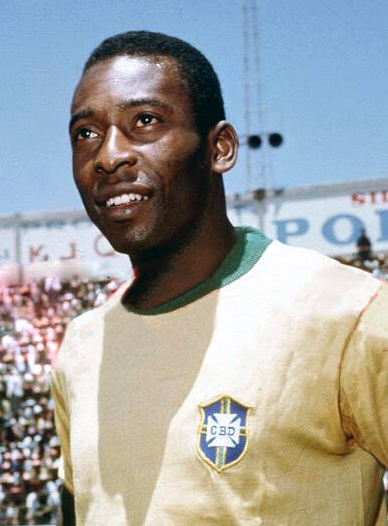
Pelé é o maior artilheiro do confronto, com 6 gols marcados.

| Jogador         | Equipe | Gols | Período em atividade |
| --------------- | ------ | ---- | -------------------- |
| Pelé            | Brasil | 6    | 1957-1971            |
| Heitor          | Brasil | 2    | 1919-1930            |
| Oscar           | Brasil | 2    | 2011-                |
| Edmond Delfour  | França | 2    | 1929-1938            |
| Zinédine Zidane | França | 2    | 1994-2006            |
| Michel Platini  | França | 2    | 1976-1987            |
| Didier Six      | França | 2    | 1976-1984            |

## Resultados
- Total de partidas disputadas: 16
- Vitórias da Seleção Brasileira: 7 (1930, 1958, 1963, 1981, 1992, 2013, 2015)
- Empates: 3 (1977, 1997, 2004)
- Vitórias da Seleção Francesa: 7 (1978,1984, 1986, 1998, 2001, 2006, 2011)
- Total de gols marcados pela Seleção Brasileira: 27
- Total de gols marcados pela Seleção Francesa: 20

## Futebol feminino
No futebol feminino, o primeiro confronto entre a Seleção Brasileira e a Seleção Francesa ocorreu em 27 de setembro de 2003, em partida válida pela última rodada da fase de grupos da Copa do Mundo de Futebol Feminino daquele ano. Após empate em 1 a 1, o Brasil se classificou em primeiro lugar no Grupo B, enquanto a França foi eliminada em terceiro lugar.
As duas seleções viriam a se enfrentar mais duas vezes em Copas do Mundo, com duas vitórias para a França. Em 2019, uma derrota por 2 a 1 na prorrogação eliminou o Brasil nas oitavas de final. Já em 2023, a França repetiria o placar de 2 a 1 na segunda rodada da fase de grupos. Desta vez, a França classificou-se em primeiro lugar do grupo F, enquanto o Brasil, na terceira colocação, foi eliminado.
A primeira vitória brasileira sobre as francesas ocorreria apenas no décimo terceiro confronto, em 2024, durante os Jogos Olímpicos de Paris. A vitória por 1 a 0 ficou conhecida como O milagre de Nantes tendo em vista o resultado inédito em um campeonato cuja França era o país sede, bem como a ausência de Marta por suspensão, o pênalti defendido por Lorena durante a partida e os 19 minutos de acréscimo dados pela árbitra Tori Penso no segundo tempo.

### Lista de partidas
| #  | Data                    | Local                          | Mandante | Placar     | Visitante | Competição                                  |
| -- | ----------------------- | ------------------------------ | -------- | ---------- | --------- | ------------------------------------------- |
| 1  | 27 de setembro de 2003  | Washington, Estados Unidos     | França   | 1-1        | Brasil    | Copa do Mundo (fase de grupos)              |
| 2  | 6 de março de 2013      | Nancy, França                  | França   | 2-2        | Brasil    | Amistoso                                    |
| 3  | 9 de março de 2013      | Ruão, França                   | França   | 1-1        | Brasil    | Amistoso                                    |
| 4  | 11 de junho de 2014     | Caiena, Guiana Francesa França | França   | 0-0        | Brasil    | Amistoso                                    |
| 5  | 26 de novembro de 2014  | Lyon, França                   | Brasil   | 0-2        | França    | Amistoso                                    |
| 6  | 19 de setembro de 2015  | Le Havre, França               | França   | 2-1        | Brasil    | Amistoso                                    |
| 7  | 16 de setembro de 2016  | Grenobla, França               | França   | 1-1        | Brasil    | Amistoso                                    |
| 8  | 10 de novembro de 2018  | Nice, França                   | França   | 3-1        | Brasil    | Amistoso                                    |
| 9  | 23 de junho de 2019     | Le Havre, França               | França   | 2-1 (Pro.) | Brasil    | Copa do Mundo (oitavas de final)            |
| 10 | 7 de março de 2020      | Valenciennes, França           | França   | 1-0        | Brasil    | Torneio da França (Amistoso)                |
| 11 | 19 de fevereiro de 2022 | Caen, França                   | França   | 2-1        | Brasil    | Torneio da França(Amistoso)                 |
| 12 | 29 de julho de 2023     | Brisbane, Austrália            | França   | 2-1        | Brasil    | Copa do Mundo (fase de grupos)              |
| 13 | 3 de agosto de 2024     | Nantes, França                 | França   | 0-1        | Brasil    | Jogos Olímpicos de Verão (quartas de final) |
| 14 | 27 de junho de 2025     | Grenobla, França               | França   | 3-2        | Brasil    | Amistoso                                    |

### Artilheiras
| Jogadora          | Equipe | Gols | Período em atividade |
| ----------------- | ------ | ---- | -------------------- |
| Wendie Renard     | França | 3    | 2006-                |
| Eugénie Le Sommer | França | 3    | 2007-                |
| Marta             | Brasil | 2    | 2000-                |
| Amandine Henry    | França | 2    | 2004-                |
| Giovânia          | Brasil | 2    | 2001-                |
| Valérie Gauvin    | França | 2    | 2012-                |
| Grace Geyoro      | França | 2    | 2014-                |